# Гуапілес
Гуа́пілес (ісп. Guápiles) — місто в костариканській провінції Лимон.

## Географія
Гуапілес лежить на північному сході країни, дещо на північ від вулкана Турріальба.

### Клімат
Місто розташоване в зоні, котра характеризується вологим тропічним кліматом. Найтепліший місяць — травень із середньою температурою 25,3 °C (77,5 °F). Найхолодніший місяць — січень, із середньою температурою 23,1 °С (73,5 °F).
| Клімат Гуапілеса        | Клімат Гуапілеса | Клімат Гуапілеса | Клімат Гуапілеса | Клімат Гуапілеса | Клімат Гуапілеса | Клімат Гуапілеса | Клімат Гуапілеса | Клімат Гуапілеса | Клімат Гуапілеса | Клімат Гуапілеса | Клімат Гуапілеса | Клімат Гуапілеса | Клімат Гуапілеса |
| Показник                | Січ.             | Лют.             | Бер.             | Квіт.            | Трав.            | Черв.            | Лип.             | Серп.            | Вер.             | Жовт.            | Лист.            | Груд.            | Рік              |
| Середній максимум, °C   | 27,5             | 27,8             | 28,5             | 29,1             | 29,7             | 29,3             | 28,6             | 28,9             | 29,4             | 29,1             | 28,3             | 27,8             | 28,7             |
| Середня температура, °C | 23,1             | 23,4             | 23,9             | 24,6             | 25,3             | 25,2             | 24,8             | 24,9             | 25,1             | 24,9             | 24,4             | 23,6             | 24,4             |
| Середній мінімум, °C    | 18,6             | 18,9             | 19,4             | 20,1             | 20,9             | 21,1             | 21               | 20,8             | 20,7             | 20,6             | 20,4             | 19,5             | 20,2             |
| Норма опадів, мм        | 276.1            | 238.5            | 215.4            | 241.5            | 430.4            | 443.7            | 509.8            | 474.6            | 375.8            | 448.6            | 470.9            | 451.9            | 4577.2           |
| Днів з опадами          | 20,6             | 17,4             | 17,4             | 17,6             | 22,3             | 23,4             | 25,4             | 25,4             | 22,9             | 23,2             | 22,5             | 21,9             | 260              |
| ----------------------- | ---------------- | ---------------- | ---------------- | ---------------- | ---------------- | ---------------- | ---------------- | ---------------- | ---------------- | ---------------- | ---------------- | ---------------- | ---------------- |
| Джерело: Weatherbase    |                  |                  |                  |                  |                  |                  |                  |                  |                  |                  |                  |                  |                  |